# جو گیج
تیم کین‌کِید (انگلیسی: Tim Kincaid) با نام هنری جو گِیج (انگلیسی: Joe Gage) کارگردان، فیلمنامه‌نویس و تهیه کنندهٔ اهل کشور آمریکاست. وی را با نام مَک لارسون (انگلیسی: Mac Larson) نیز می‌شناسد و اغلب فیلم‌های پورنوگرافی را کارگردانی می‌کند. کین‌کد در تاریخ ۲ ژوئیه ۱۹۴۴ در سنتا باربارا، کالیفرنیا متولد شد و در منطقهٔ «Catalina Island» بزرگ شد. او کارگردانی را از دههٔ ۷۰ میلادی شروع کرده است.
او در مصاحبه‌ای در سال ۲۰۰۷ گفت: "من همیشه فیلم‌های پورنوگرافی را تماشا می‌کنم. عاشقشان هستم، نگاهشان می‌کنم و آنها را جمع آوری می‌کنم. من با پورنوگرافی زندگی می‌کنم. پورنوگرافی زندگی من است. "

## جوایز
- برندهٔ جایزهٔ XBIZ- به عنوان بهترین کارگردان همجنسگرای سال- سال ۲۰۱۱